# Pseudoharpax virescens
Pseudoharpax virescens es una especie de mantis de la familia Hymenopodidae.

## Distribución geográfica
Se encuentra en Etiopía, Burkina Faso, Costa de Marfil, Ghana, Guinea, Camerún, Kenia, Níger, Nigeria, Senegal,  Somalia, Sudán, Chad,  Togo y en  Uganda.